# Salvador Benesdra
Salvador Félix Benesdra (Buenos Aires, 29 de noviembre de 1952- ibidem, 2 de enero de 1996) fue un escritor, periodista y psicólogo argentino. Autor de tan solo dos libros, ambos publicados de manera póstuma, su única novela ha sido elogiada por autores y críticos contemporáneos y es considerada de culto. En el prólogo que escribió para su primera reedición, el escritor Elvio Gandolfo la llamó «una de las mejores novelas argentinas que se hayan escrito desde 1810».

## Biografía

### Primeros años y formación
Salvador Benesdra nació el 29 de noviembre del año 1952 en la ciudad de Buenos Aires, Argentina. Fue el menor de cuatro hijos de una familia de origen judío-sefardí, dueña de una zapatería. Benesdra demostró tener una inteligencia por encima de la media desde una edad temprana: fue un políglota prodigioso, dominó siete idiomas (español, inglés, francés, portugués, italiano, alemán y ruso) y, a pesar de que no habló hasta los tres años, a los doce años ya había leído a Karl Marx y Lenin. En su adolescencia, se afilió al Partido Obrero.
Benesdra cursó sus estudios primarios y secundarios en, respectivamente, la Escuela Mariano Acosta y el Colegio Nacional de Buenos Aires. Cursó la carrera de Psicología en la Universidad de Buenos Aires, entre 1973 y 1976, para después ir a las ciudades de París y Múnich a realizar un posgrado en epistemología genética, que no finalizó. Durante su estancia en Europa, tuvo sus dos primeros brotes psicóticos. Después del segundo, fue ingresado en la Maison Blanche, un hospital psiquiátrico parisino, donde organizó un motín en reclamo de mejores condiciones de internación.

### Labor como periodista e intentos de publicación deEl traductor
De regreso a la Argentina, en 1979, y después de otro periodo de internación en una clínica psiquiátrica, Benesdra se dedicó al periodismo en temas internacionales. Trabajó en los diarios La Voz (un efímero medio creado por la organización guerrillera Montoneros), La Razón (durante el breve periodo en que fue dirigido por Jacobo Timerman) y en Página/12, donde formó parte de la redacción original del diario, que contaba con los periodistas Jorge Lanata, Osvaldo Soriano, Horacio Verbitsky y José María Pasquini Durán como integrantes, entre otros.
En los primeros años de la década de los noventa, Benesdra escribió los dos libros que componen la totalidad de su obra: la novela El traductor y el ensayo o heterodoxo manual de autoayuda llamado El camino total, subtitulado Técnicas no ingenuas de autoayuda para gente en crisis en tiempos de cambio. Sin embargo, no publicó ninguno de los libros en vida. Tiempo después de la escritura de los mismos, volvió a padecer brotes psicóticos. En una ocasión, unos amigos suyos tuvieron que acompañarlo en taxi hasta el Obelisco de Buenos Aires porque estaba convencido de que había sido robado por extraterrestres.
En 1994, Benesdra presentó El traductor al Premio Planeta Argentina, sin lograr pasar de la etapa de preselección. Volvió a intentarlo en la edición siguiente del premio, y si bien llegó a estar entre los finalistas del mismo, la novela no fue premiada. Benesdra probó publicar lan novela bajo otras editoriales, pero todas rechazaron su novela por motivos similares: su extensión y su densidad de contenido la hacían poco viable en términos comerciales. Desalentado por el rechazo, Benesdra pasó los últimos meses de 1995 en la ciudad costera de Arachania, donde empezó a escribir una segunda novela, la cual dejó inconclusa, titulada Puntería, donde planeaba abordar el tema de la violencia callejera usando una prosa menos cargada.

### Suicidio y publicación deEl traductor
Un día después de su regreso a Buenos Aires, el 2 de enero de 1996, Benesdra se suicidó arrojándose por el balcón de su departamento en un décimo piso, a un mes de haber cumplido 43 años. Semanas antes de su suicidio, el escritor Elvio Gandolfo, que había sido jurado del Premio Planeta Argentina y había votado a favor de El traductor, presentó la novela de Benesdra a una beca de la Fundación Antorchas para editarla, y la misma le fue otorgada. Con el dinero de la beca, más un aporte de la familia del autor, la novela fue finalmente publicada de manera póstuma por la editorial argentina De la Flor en 1998. Tras el éxito de la misma, esta fue reeditada nuevamente por la De la Flor en 2003 y por segunda vez en 2012 por la editorial Eterna Cadencia, que también se encargó de la primera edición, en ese mismo año, de El camino total. Esta última reedición de El traductor contó con un prólogo del propio Gandolfo, mientras que El camino total fue prologada por el escritor Fabián Casas.
Entre gatos universalmente pardos, un documental sobre la vida de Benesdra dirigido por Ariel Borenstein y Damián Finvarb, se estrenó en 2019.

## Obra

### Novela
- El traductor (1998, Ediciones de la Flor)

### Ensayo
- El camino total. Técnicas no ingenuas de autoayuda para gente en crisis en tiempos de cambio (2012, Eterna Cadencia)